# Bòlax
Bòlax (grec antic: Βώλαξ) era una antiga ciutat del districte de Trifília, a l'Èlida. Segons Polibi estava situada al nord de la serralada de Caiafant.
No apareix gaire a la història, però se sap que va ser una de les ciutats conquerides per Filip V de Macedònia quan aquest rei va envair l'Èlide durant l'anomenada Guerra social, entre els anys 220 i 217 aC. No es coneix la seva situació exacta i no se n'han localitzat ruïnes.